# Герб Первомайська (Миколаївська область)
Герб Первома́йська — геральдичний символ міста Первомайська Миколаївської області, затверджений 23 грудня 2004 року рішенням Первомайської міської ради. Автор герба — первомайський художник Ігор Андрієнко.

## Опис

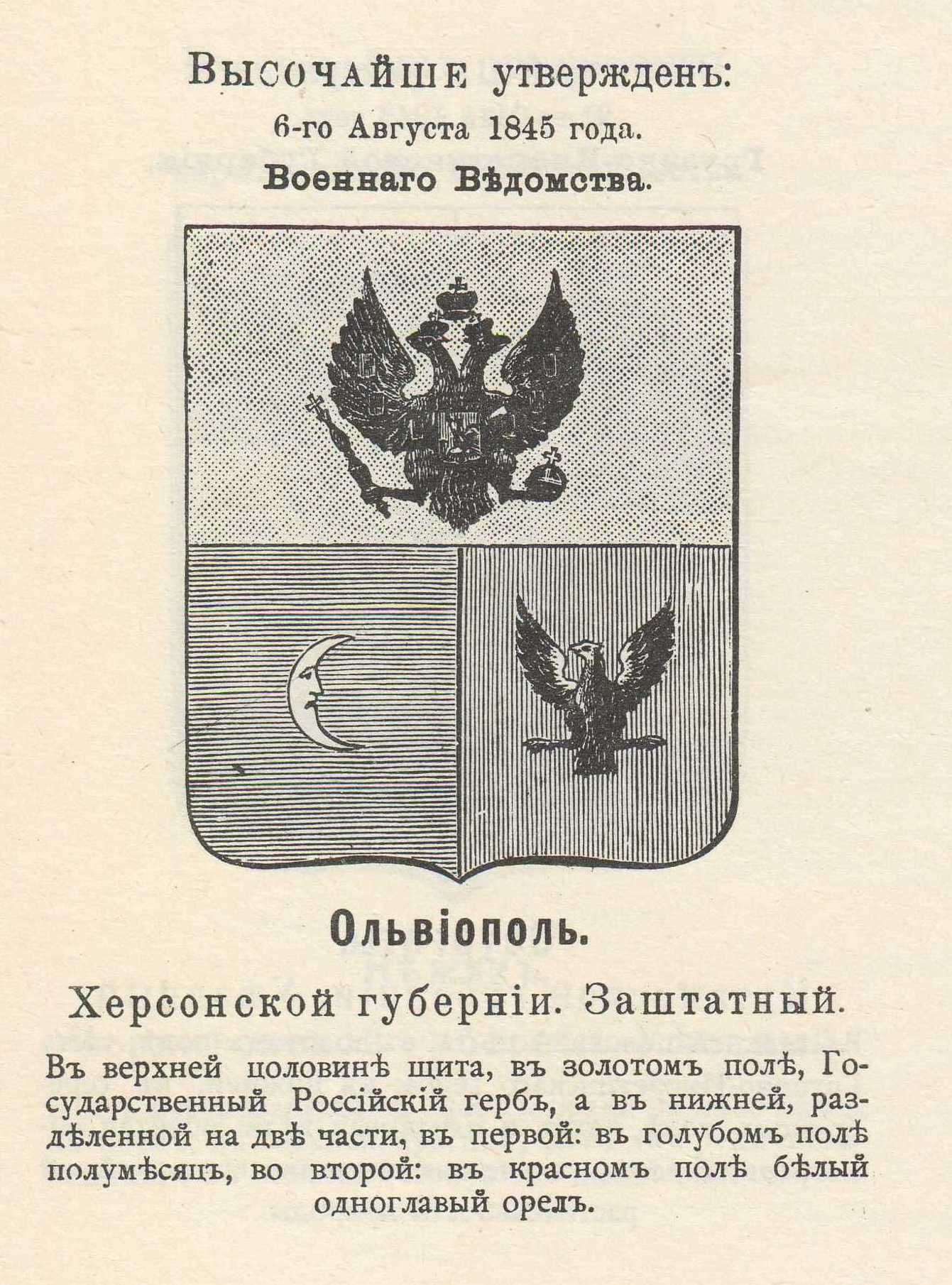
Герб Ольвіополя 1845 року з описом.

На золотому щиті лазуровий перекинутий вилоподібний хрест. У центральному щитку, розтятому золотом і лазур'ю — червона дата 1676. У першій частині козак з рушницею; у другій частині пурпурові півмісяць із зіркою; у третій — чорний одноглавий орел. Над щитом на золотій стрічці — напис «Первомайськ»; під щитом — хлібний колосок і фрагмент шестерні.

## Значення символів
На білому фоні у центрі щита зображено злиття річок Південний Буг, Синюха, Кодима.
На перехресті річок — малий щит з датою заснування міста. У лівому кутку щита — козак — символ козацького поселення Орлик (Ольвіополь), у правому кутку — напівмісяць із зіркою — символ турецького поселення Голта, у нижній частині — одноглавий орел, який символізує польське поселення Богопіль.
Хлібний колос та шестерня символізують сучасність краю.